# François Leulier
François Leulier
François Leulier, né le 2 mai 1977 à Saint-Mandé, est un généticien français, connu principalement pour ses travaux sur les interactions entre les bactéries intestinales et leurs hôtes et leurs effets sur leur croissance. 

## Biographie
Après avoir étudié à Paris, François Leulier passe un doctorat sur les réponses immunitaires génétiques, donc innées. Il le soutient fin 2003, au Centre de Génétique Moléculaire de Gif-sur-Yvette, dans l'équipe de Bruno Lemaitre, puis part à Londres dans un laboratoire dirigé par Pascal Meier.
De retour en France en 2007, il est nommé chargé de recherche dans l'équipe de son maitre de thèse, au CNRS. Il rejoint en 2009 Julien Royet à l'Institut de biologie du développement de Marseille, et continue à travailler dans ces deux laboratoires aux bactéries commensales de la drosophile, plus particulièrement celles appartenant au microbiote intestinal.
En 2012, la Fondation Innovation en Infectiologie (FINOVI) lui accorde une chaire de jeune chercheur et il s'installe à l'Institut de Génomique Fonctionnelle de Lyon où il crée une équipe de recherche « Génomique fonctionnelle des interactions hôte/bactéries intestinales ». L'équipe de François Leulier bénéficie du label FRM de la Fondation pour la recherche médicale en 2017 et en 2022, ce qui lui permet de recevoir d'importantes subventions.

## Travaux de recherche
Il participe à des études qui démontrent que les microbotes intestinaux participent au maintien de la croissance des jeunes souris même en période de malnutrition,.

## Distinctions
- EMBO Young Investigator (2014), désigné par l'Organisation Européenne de Biologie Moléculaire (EMBO), parmi 27 autres chercheurs de moins de 40 ans choisis pour la qualité de leurs travaux[6].
- Prix Sanofi/Institut Pasteur pour la Recherche Biomédicale - National Junior (2017).
- Membre élu de l'EMBO en 2020[7].
- Prix Jaffé de l'Académie des sciences (2024)[8],[9].
- Médaille de bronze du CNRS (2013), puis médaille d'argent (2024)[5].